# Утерга
Утерга (ісп. Uterga) — муніципалітет в Іспанії, у складі автономної спільноти Наварра. Населення — 194 особи (2009).
Муніципалітет розташований на відстані близько 300 км на північний схід від Мадрида, 15 км на південний захід від Памплони.

## Демографія
Динаміка населення (INE ):

## Галерея зображень

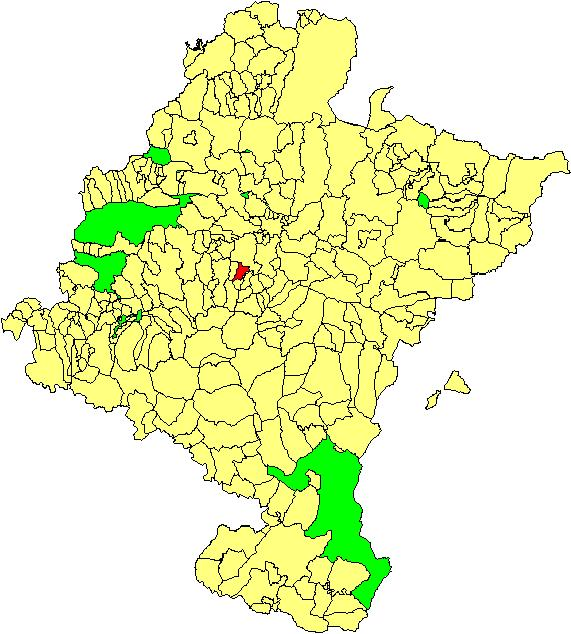
Розташування муніципалітету
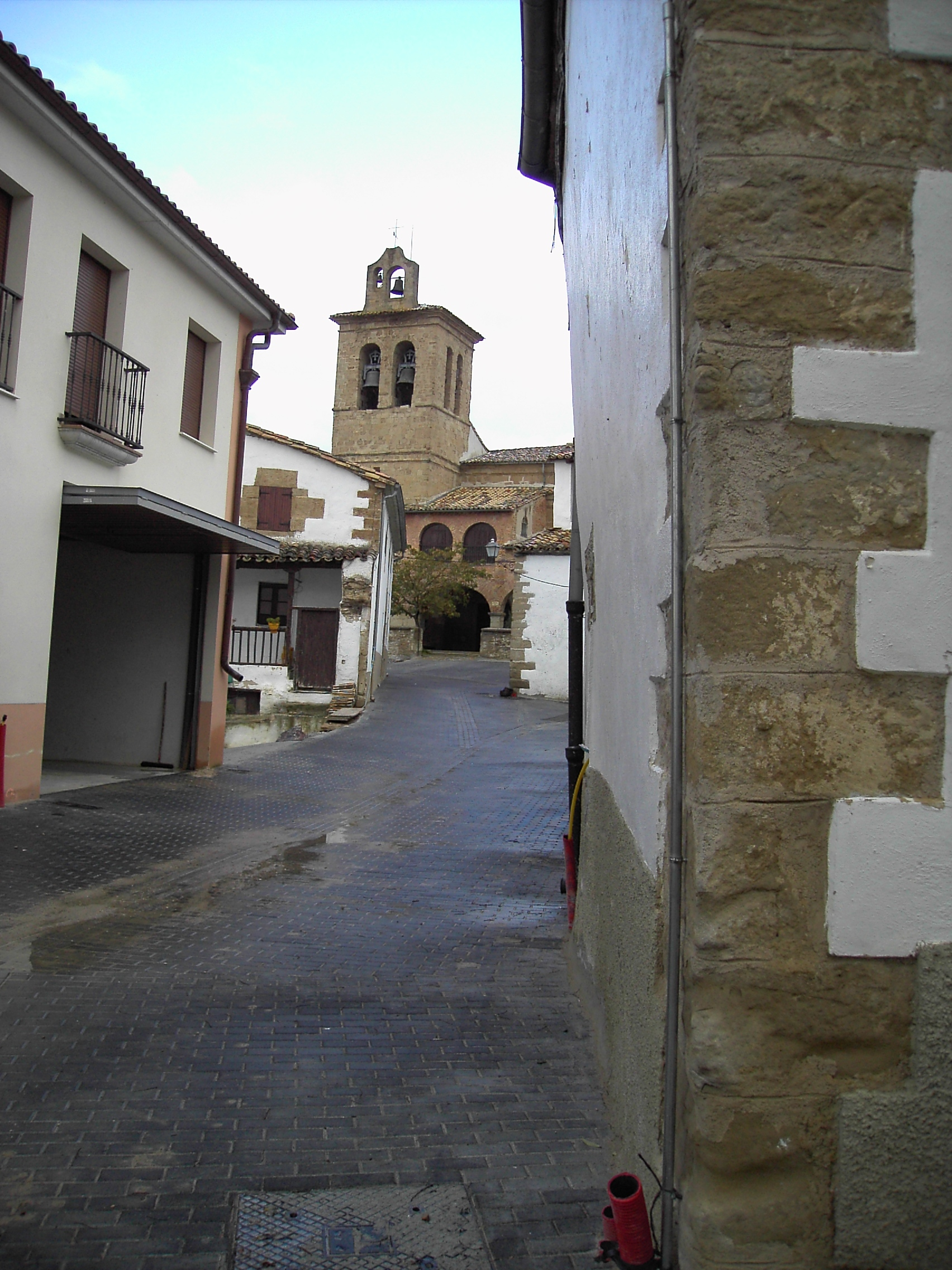
Церква в Утерзі
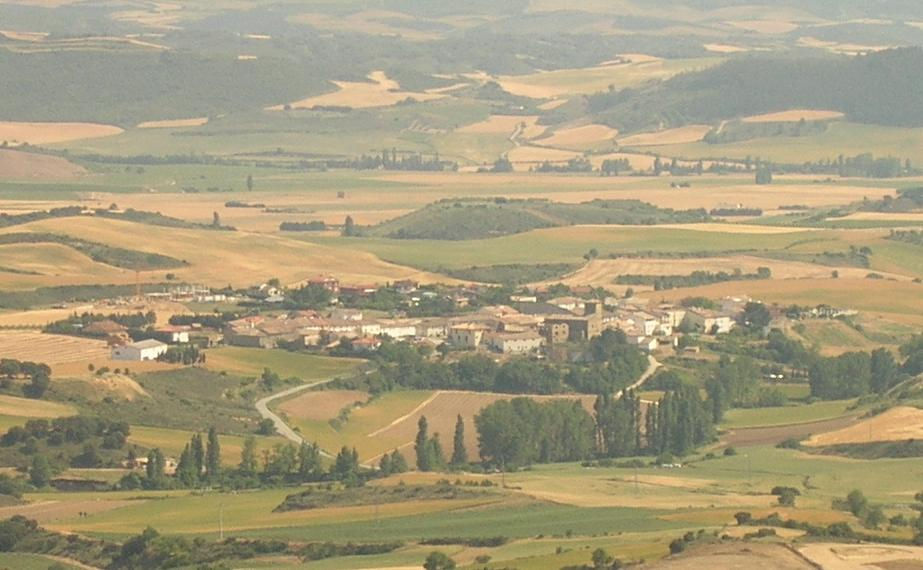
Утерга